# 대홍기획
대홍기획(大弘企劃, 영어: Daehong Communications)은 대한민국의 광고회사로, 롯데그룹 계열의 종합 광고대행사이다. 1979년 설립된 애드롯데가 전신이며, 1982년 대홍기획으로 창립하였다. '파는 과학, 파는 예술'을 기치로 내걸고 있다. 본사는 서울특별시 중구 통일로 10 연세세브란스빌딩에 위치하고 있다.
1982년 창립 후 이듬해 'DCA' 수상제도를 도입했고, 1985년부터 영국 사치&사치 콤프턴, 1989년 미국 DDB 니드햄 사와 각각 업무제휴를 했다. 1990년 DDB 니드햄 및 일본 다이이치기획과 합작회사 DDK니드햄DIK코리아(이하 DDK, 현 DDB코리아)를 세우고, 1992년 부산에 첫 지방지사를, 1995년 중국 베이징에 첫 해외지사를 세웠다. 2000년에 인터랙티브팀을 '롯데닷컴'으로 분사시키고, 2008년 디자인마케팅센터를 세웠다. 2010년부터 스포츠 선수 매니지먼트업에 진출하며 이듬해에 엠허브를 인수했다. 2017년, 롯데지주 출범 후 2018년에 투자법인과 사업법인으로 분할되었고, 투자법인은 롯데지주에 합병됐다.
10년 동안의 소비자 의식을 조사하여 1989년부터 99년까지 한국인들의 소비행동 및 라이프스타일 변화를 수록한 〈한국사람들〉을 발간했으며, 1984년부터 제정하여 시행하고 있는 대홍기획 광고대상(DCA 광고대상)은 삼성의 제일기획, LG의 HS애드 광고 공모전과 함께 매년 5~7월 학부생, 대학원생을 대상으로 개최한다.
1984년 아시아 광고대회 사우스(South)광고상 수상을 시작으로, 1985년 세계 3대 광고제이자 광고계의 오스카상이라 불리는 클리오 어워즈 국내 최초 본상 수상, 1991년 뉴욕 페스티벌 국내 최초 은상 수상을 비롯해 런던 페스티벌, 스파이크스 아시아, 레드닷 디자인 어워즈, 부산국제광고제 등 유수의 해외 광고제에서 수상해오고 있다. 국민이 선택한 좋은 광고상, 올해의 광고상, 한국PR대상, 서울영상광고제, 에피 어워즈 코리아 등 국내 광고제에서도 매년 수상하고 있으며, 국내 최고 권위의 광고제인 대한민국 광고대상에서는 1994년 제1회 금상을 수상하고, 매회 수상을 이어오고 있다.
2022년 국내외 글로벌 메타버스 기업 투자와 블록체인 기술기업 블로코 50억 투자 인수를 시작으로, 롯데그룹을 대표하여 본격적인 NFT사업을 선두에서 지휘하고 있다.